# Херардо Ернандез (Колима)
Херардо Ернандез (шп. Gerardo Hernández) насеље је у Мексику у савезној држави Колима у општини Колима. Насеље се налази на надморској висини од 411 м.

## Становништво
Према подацима из 2005. године у насељу су живела 4 становника.

### Хронологија
| Година       | 2005 |
| ------------ | ---- |
| Становништво | 4    |

### Попис
| # | Индикатор                        | Вредност |
| - | -------------------------------- | -------- |
| 1 | Укупно појединачних домаћинстава | 1        |